# 발테르 야콥손
발테르 야콥손(스웨덴어: Walter Jakobsson, 1882년 2월 6일~1957년 7월 10일)은 핀란드의 남자 피겨 스케이팅 선수이다.

## 생애 및 선수 경력
발테르 야콥손은 헬싱키에서 태어났다. 그는 페어 부문에서 독일 출신의 루도비카 아일러스와 함께 활동하기 시작해, 1910년 세계 선수권에서 2위에 올랐다. 당시의 규정상 이들의 은메달은 각각 독일과 핀란드가 반반씩 딴 것으로 집계되었다. 곧 파트너 루도비카 아일러스와 결혼하여 1911년 세계 선수권에서는 페어 쪽에서도 두 사람 모두 핀란드 소속으로 출전하여 우승했다. 이후 계속 출전, 페어 부문에서 세계 선수권에서 두 차례 더 우승, 모두 세 차례 우승하였고, 1920년 하계 올림픽에서 금메달, 1924년 동계 올림픽에서 은메달을 획득하였다.